# Łukowica
Łukowica è un comune rurale polacco del distretto di Limanowa, nel voivodato della Piccola Polonia.
Ricopre una superficie di 69,71 km² e nel 2004 contava 9 186 abitanti.